# Рубион (река)
Рубион (фр. Roubion) је река у Француској. Дуга је 71 km. Улива се у Рону. 